# Wait & See: Risk
Wait & See ~Risk~ (Wait & See ~リスク~?, Wait & See ~Risuku~) è un brano musicale della cantante giapponese Utada Hikaru, pubblicato come suo quinto singolo in lingua giapponese (sesto in totale) il 19 aprile 2000. Wait & See: Risk" ha venduto 1 662 000 copie ed ha debuttato alla prima posizione della classifica Oricon, vendendo 804.570 nella prima settimana.

## Tracce
CD singolo TOCT-22070
CD
1. Wait & See: Risk (Wait & See ～リスク～) - 4:49
2. Hayatochiri (はやとちり) - 4:15
3. Fly Me to the Moon (In Other Words) - 3:23
4. Wait & See: Risk (Baton Girl Mix) - 4:50
5. Wait & See: Risk (Original Karaoke) - 4:48

DVD
1. Wait & See: Risk
2. Making of Wait & See: Risk

## Classifiche
| Classifica (2000) | Posizione massima |
| ----------------- | ----------------- |
| Giappone          | 1                 |